# Manu Chao (chanson)
Pour les articles homonymes, voir Chao.
Singles de Les Wampas
Chirac en prison
Manu Chao est une chanson du groupe Les Wampas  venant de l'album Never trust a guy who after having been a punk, is now playing electro.
Son refrain est :
« Si j'avais le portefeuille de Manu Chao,

j'partirais en vacances au moins jusqu'au Congo

Si j'avais le compte en banque de Louise Attaque,

j'partirais en vacances au moins jusqu'à Pâques. »
Didier Wampas s'est déclaré dérangé par l'attitude de certains artistes (Manu Chao, Noir Désir), qui, tout en se voulant contestataires et proches des défavorisés, mènent en fait une vie réservée à une élite :
« En fait, ce qui me dérange plus, ce sont les gens comme Noir Désir, Manu Chao qui critiquent le système tout en en profitant. Ça vient peut-être de mon éducation communiste, mais moi, j'ai toujours du mal avec les gens qui utilisent le système pour gagner plein d'argent et qui en plus le critiquent. Mais, ce n'est pas un règlement de comptes. Au départ, ce n'est pas fait pour ça, le refrain m'est vraiment venu comme ça. Maintenant, c'est vrai que j'ai un peu de mal à comprendre comment on peut être dans cette position d'être milliardaire et en même temps critiquer. Quand tu vends des albums à 140 francs (~ 21 euros) dans les magasins, c'est que tu acceptes que ton disque vaut 140 francs, donc tu acceptes le système. Tu es dedans, tu en profites, tu ne vas pas le critiquer à côté ou alors tu ne rentres pas dedans. Je ne critique pas Louise Attaque de vendre leur album 140 francs, c'est normal, même nous, nos albums, ils doivent être à ce prix là. De toute façon, on en vend tellement peu que les maisons de disques ont du mal à se rembourser. Je ne peux donc pas leur demander de les vendre moins chers. Mais quand tu es Manu Chao, tu pourrais demander à vendre tes albums à 30 francs (~ 4,5 euros). Même 30 francs, il gagnerait encore de l'argent. »
— Interview sur MusicActu.com
Ironiquement, une chanson fétiche des Wampas est Puta de l'album ...Vous aiment, qui rend hommage, entre autres, aux Carayos et à la Mano Negra (deux groupes codirigés par Manu Chao), parmi d'autres groupes de la scène rock alternatif française des années 1980.
Cette chanson est reprise en 2008 par Les Enfoirés, lors de la soirée Les Secrets des Enfoirés, sortie en CD et DVD.
Le morceau apparaît dans la version européenne et en DLC du jeu Rock Band.